# Bugs Bunny's Bustin' Out All Over
Pour plus de détails, voir Fiche technique et Distribution.
Bugs Bunny's Bustin' Out All Over est un téléfilm des Looney Tunes, diffusé le 21 mai 1980 sur CBS.

## Cartoons
- Portrait of the Artist as a Young Bunny
- Spaced Out Bunny
- Soup or Sonic

## Voix originales
- Mel Blanc : Bugs Bunny, Elmer Fudd, Marvin le martien et Hugo l’Abominable homme des neiges
- Paul Julian : Bip-Bip